# Chaetocnema opacula
Chaetocnema opacula är en skalbaggsart som beskrevs av J. L. Leconte 1878. Chaetocnema opacula ingår i släktet Chaetocnema och familjen bladbaggar. Inga underarter finns listade i Catalogue of Life.